# Václav František Červený
Václav František Červený, född 27 juli 1819 i Prag-Dubeč, död 19 januari 1896 i Hradec Králové, var en tjeckisk instrumentmakare och uppfinnare.
Červený grundade 1842 i Königgrätz en fabrik för bleckblåsinstrument, som även fungerade som klockgjuteri. Han byggde där flera nya instrument för blåsorkester och förbättrade instrumentens ventilsystem.